# Coelioxys patula
Coelioxys patula är en biart som beskrevs av Pérez 1884. Coelioxys patula ingår i släktet kägelbin, och familjen buksamlarbin. Inga underarter finns listade i Catalogue of Life.